# Шведская добровольческая рота
Шведская добровольческая рота (швед. Svenska frivilligkompaniet, фин. Ruotsalainen Vapaaehtoiskomppania), или также Свирьская рота (швед. Svirkompaniet) и Отдельная рота (фин. Erillinen Komppania) — подразделение финской армии, состоявшее из шведских добровольцев и принимавшее участие в советско-финской войне 1941—1944 гг. Входила в состав 13-го пехотного полка 17-й пехотной дивизии финнов.

## История
После того как в декабре 1941 г. советские войска оставили военно-морскую базу на полуострове Ханко, участвовавший в её осаде шведский добровольческий батальон был расформирован. Большая часть добровольцев вернулась в Швецию, однако другая часть решила остаться в Финляндии и продолжить своё участие в войне против СССР. К ним присоединились новые добровольцы, и из них в Турку было сформировано новое подразделение — шведская добровольческая рота. Её основу составили ветераны Зимней войны и участники осады Ханко.
Из Турку шведов на поезде через Суоярви и Петрозаводск передислоцировали в Подпорожье, куда она прибыла 2 февраля 1942 г. После короткого курса подготовки рота заняла передовые позиции на северном берегу р. Яндебы, влившись в состав 1-го батальона 13-го пехотного полка 17-й пехотной дивизии финской армии. В зону ответственности роты входили 2 км передовой линии с 6 опорными пунктами: Geten, Victor, Björken, Cuulan, Marocko и Mexico. В июле Geten был передан 1-й роте, а вместо него шведы получили опорный пункт Marcus. Поскольку линии роты были слишком растянуты, пункты Victor и Marcus были позднее переданы другим ротам батальона.

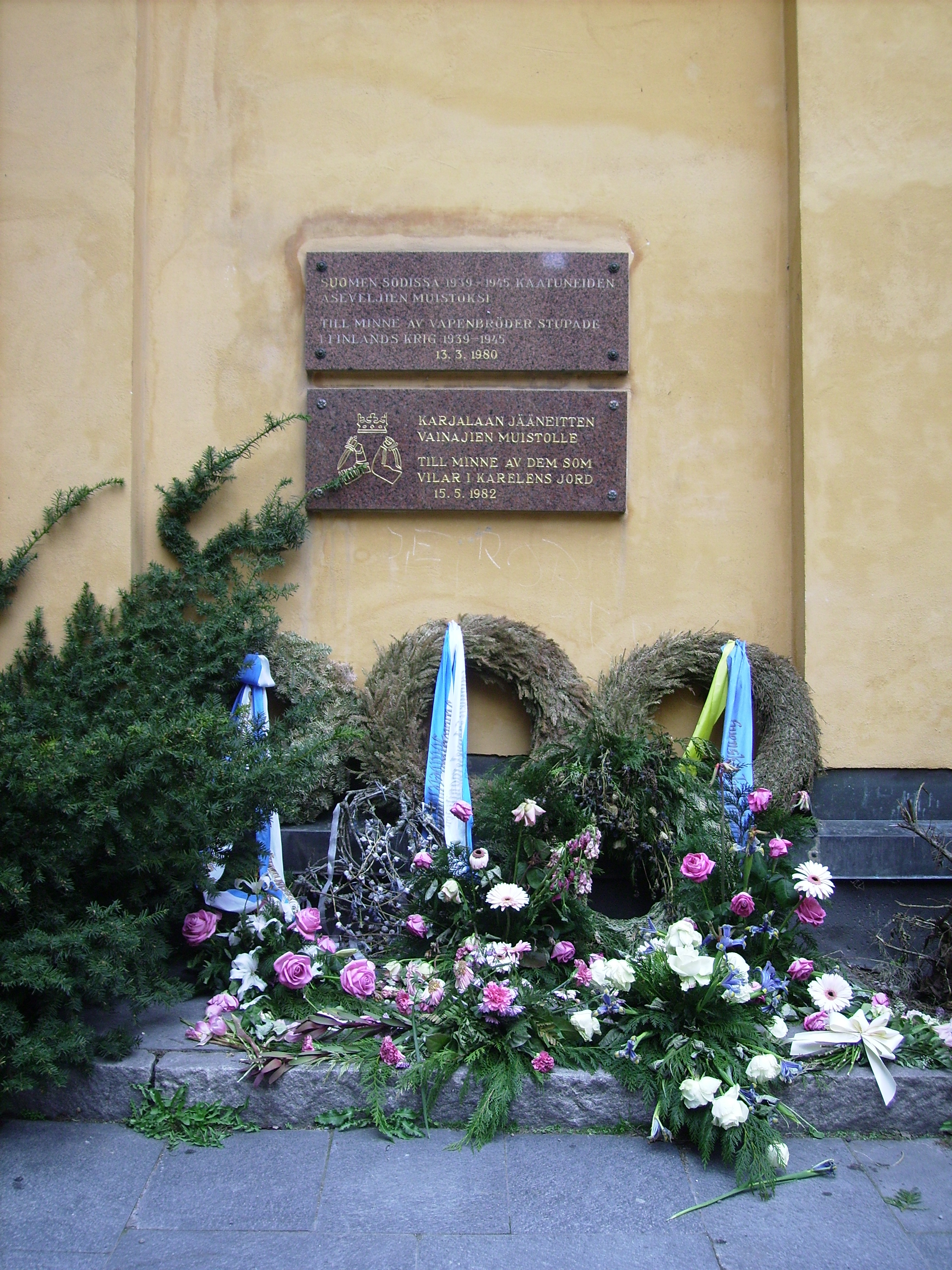
Памятная табличка за Финской церковью в Стокгольме в честь шведских добровольцев, погибших во время советско-финских войн 1939—1944 гг.

19 апреля 1943 г. рота была отведена в Подпорожье на отдых и перевооружение. Уже 23 числа она вернулась на передовую, но теперь она заняла оборону недалеко от Мурманской железной дороги, приняв опорные пункты Martin, Odin и Oxen (позднее были переименованы в Märta, Omar и Pontus).
17 мая 1944 г. рота вновь была выведена на отдых в Ламперо.
10 июня 1944 г. советское командование начало Выборгско-Петрозаводскую операцию, в связи с чем 17 числа шведская добровольческая рота вместе с полком была погружена в эшелон на станции Мегрега и через Сортавалу отправлена в Кавантсаари, куда прибыла 19 июня. Полк расположился вдоль дороги на Иханталу, рота заняла позиции к югу от неё в д. Кайпола. Однако уже в ночь на 20 июня полк получил приказ передислоцироваться к востоку от Нятялянярви. Одновременно полк был переподчинён 4-й пехотной дивизии.
После тяжелого боя возле Луккюля 2-й батальон, в который входила рота, был вынужден отойти на новые позиции к Нятяля, где был переподчинён 5-му пехотному полку. Линия обороны батальона проходила по восточной стороне Каплаимяки на север и сворачивала затем к востоку вдоль Виерумяки. Шведская рота обороняла Виерумяки, но ночью была переброшена на Каплаинмяки.
21 июня после 10-минутной артподготовки советские части штурмом овладели Каплаимяки, однако финнам вновь удалось отбить высоты. После новой атаки, проведённой 22 июня силами 13-й стрелковой дивизии, батальон оказался в полуокружении. В результате боя шведская рота потеряла 6 человек убитыми и 12 раненными.
В ночь на 24 июня батальон отошёл к Руунакорпи и получил приказ занять оборону на перешейке между Яммясуо и Суннисуо, приготовившись к контратакам в направлении Нурмилампи-Тали и Портинхойкка. Одновременно его подчинили 18-й пехотной дивизии.
Рота вела бои в этом районе до 28 июня, после чего под огнём отошла к Кайполе. Ночью она вместе со своим батальоном на грузовиках была вывезена к Кильпеенйоки, где получила возможность отдохнуть. За неделю боёв шведская рота потеряла 72 % личного состава.
30 июня батальон был переброшен к северо-западу от Выборга в район Хорнаваара, где он воссоединился с 13-м пехотным полком. В этот же день полку было приказано занять оборонительный рубеж Носкуанселькя-Иханталанярви-Тиккала-Лавола, который он и удерживал вплоть до заключения в начале сентября военного перемирия.
На момент окончания войны шведская добровольческая рота состояла из 36 человек. За 29 месяцев боёв рота, единовременная численность которой никогда не превышала 150 бойцов, потеряла убитыми 41 человека, 84 было ранено. Всего же через роту по данным финских историков прошло около 1700 человек.
25 сентября 1944 г. рота отправилась домой в Швецию.

## Командиры
- Уггла, Арне (январь 1942), лейтенант
- Нильссон, Рикард (17.02.1942-24.06.1942), капитан
- Мёллерсверд, Стиг Мауриц (24.06.1942-05.05.1943), ротмистр
- Хорд аф Сегерстад, Аксель (05.05.1943-06.09.1944), лейтенант